# Zeitsoziologie
Zeitsoziologie (auch Soziologie der Zeit) ist eine Disziplin der Soziologie, die sich mit dem gesellschaftlichen Aspekt von Zeit beschäftigt. Man spricht hier auch von sozialer Zeit. 
Verschiedene Gesellschaften unterscheiden sich sehr stark im Umgang mit der Zeit. Soziale Zeit ist vor allem an Arbeitsrhythmen gekoppelt. Die individuelle Zeitwahrnehmung (subjektive Zeit) hingegen ist Untersuchungsgebiet der Kognitionspsychologie, doch sind diese zwei Aspekte eng verzahnt.

## Geschichte der Zeitsoziologie
Begründet wurde die Zeitsoziologie mit dem Text Social Time 1937 von Pitirim Sorokin und Robert K. Merton, die an Henri Bergson und Émile Durkheim anknüpften. Sie wiesen auf den zwischenmenschlichen Aspekt von Zeitwahrnehmung und Gebrauch hin. Norbert Elias beschreibt in seinem Buch „Über die Zeit“ die Entwicklung des Zeit-Bewusstseins im Zusammenhang seiner Zivilisierungstheorie, die er in seinem Werk Über den Prozeß der Zivilisation (1939) erstmals vorstellte.

## Gesellschaftliche Geschichte
Die Woche ist als erste vom Menschen geschaffene Zeiteinheit zu verstehen, die sich nicht an von der Natur vorgegebenen Rhythmen orientiert (im Gegensatz zu den astronomischen Zeitbegriffen Tag, Monat und Jahr).
Zeit und ihre gesellschaftliche Wahrnehmung wurde erst mit der Koordination größerer Verbünde (Arbeitsteilung) notwendig. Jäger- und Sammlerkulturen kennen einen abstrakten Zeitbegriff trotz Lagerhaltung (z. B. von Brennstoffen) meist nicht, wohl aber zeitliche Organisation und Koordination, etwa bei der Jagd auf große Beutetiere. Bei Ackerbau und Viehzucht ist der Begriff seit dem Aufkommen von Märkten notwendig und auch empirisch festzustellen. Heute haben nahezu alle industriellen Gesellschaften die Zeitmessung in Sekunden, Minuten und Stunden übernommen, während die Jahreszählsysteme (Kalenderrechnung) noch unterschiedliche Basen haben, und auch der Tagesbegriff verschiedene Konzepte von Beginn und Ende umfasst.

### Zeit in arbeitsteiligen Gesellschaften heute
Das Vorhandensein eines gesellschaftlichen Zeitbegriffs hängt direkt mit dem Phänomen des Planens zusammen, also der gedanklichen Vorwegnahme einer zukünftig vorgesehenen Handlung. Wer nicht planen muss, braucht auch keinen Zeitbegriff. Man spricht auch von der gesellschaftlichen Einheitszeit im Gegensatz zur natürlichen Eigenzeit (Zeitbudgetforschung). Es ist zu beachten, dass die Vorstellung eines linearen Zeitablaufs Voraussetzung für den Gedanken des Fortschritts ist, auch eine Einteilung in „moderne“ und „vormoderne“ Gesellschaften ergibt nur in Verbindung mit einem linearen Zeitverständnis Sinn.
Innerhalb einer modernen Gesellschaft können für einzelne Gruppen unterschiedliche subjektiver Zeitrhythmen als Tagesablauf entstehen (z. B. Bäcker, Studenten, Arbeitslose). Durch zunehmende Technisierung ist eine Abkopplung von der natürlich gegebenen Zeit immer stärker geworden (Nachtleben, Nachtmensch). Gemeinschaftliche Arbeit, Koordination, Organisation sind ohne Berücksichtigung des Zeitaspekts nicht möglich. Die Bedeutung der Synchronisierung von Prozessen, an denen mehrere Handelnde beteiligt sind, nimmt dabei immer stärker zu, je ausdifferenzierter eine Gesellschaft ist.
In den westlichen Gesellschaften wird Zeit überwiegend als Ressource angesehen, die man verwalten (Zeitmanagement) und nutzen soll („Zeit ist Geld“, „Zeit verschwenden“). Es geht darum in möglichst wenig Zeit möglichst viel zu machen. Dadurch entsteht eine Art „Beschleunigung des Lebens“. Zeitdruck und Zeitnot entstehen aus einem Zwang zur Koordinierung in einer Gesellschaft. Siehe auch: Beschleunigung. Die Veränderung der Zeitstrukturen in der Moderne
Die Freizeit wird anders als in früheren und anderen Gesellschaften als Ausgleich im starken Kontrast zur Arbeitszeit gesehen. Das ist das Interessensgebiet der Freizeitsoziologie.
Mit der wachsenden Mobilfunkdurchdringung beginnt im 21. Jahrhundert die Bedeutung der synchronisierten Uhrzeit als Rahmen für die Zeitplanung und -organisation, vor allem gilt dies für den Freizeitbereich, abzunehmen, da Mobiltelefone es erlauben, sich ad hoc zu verabreden bzw. Verabredungen zu verschieben.